# Clupeosoma astrigalis
Clupeosoma astrigalis là một loài bướm đêm trong họ Crambidae.